# Operation Silberfuchs
Operation Silberfuchs var en tysk operation under andra världskriget. Det primära målet var att inta den sovjetiska hamnstaden Murmansk på Kolahalvön genom attacker från finskt territorium. Operationen var indelad i tre faser, Operation Renntier, Operation Platinfuchs och Operation Polarfuchs.

## Planering och förberedelser
I januari 1941 skickades den tyske officeren Erich Buschenhagen till Finland för att diskutera möjligheten av ett finsk-tyskt samarbete mot Sovjetunionen. Sedan juli 1940 hade Tyskland haft planer på att ockupera Petsamos nickelgruvor i händelse av att ett nytt krig mellan Sovjetunionen och Finland skulle bryta ut (Operation Rentier). I februari 1941 kom man överens om utformningen av Operation Silberfuchs och tyska soldater ur Armeeoberkommando Norwegen förflyttades in i norra Finland, förflyttningarna gick under kodnamnen Blaufuchs I och Blaufuchs II och påbörjades i juni 1941. Den tyska armégruppen bestod av fem stycken divisioner varav två specialsyftes pansarenheter.
När väl Petsamo var säkrat skulle fas två och tre inledas, Operation Platinfuchs och Operation Polarfuchs, en samspelt attack från två håll mot Murmansk. Just denna hamnstad skulle komma att bli viktig senare i kriget för Sovjetunionen då det var där man tog emot en fjärdedel av alla krigsmaterielförsändelser från USA, men 1941 var enbart meningen med attacken att skära av sovjetiska trupper för att hålla dem borta från sydliga operationer vid Leningrad. Samtidigt skulle finska trupper attackera mot sjön Ladoga och floden Svir.

## Genomförande

### Operation Rentier
I samband med Operation Barbarossa inleddes Operation Rentier samma dag, 22 juni 1941. Två divisioner ur Gebirgskorps Norwegen tog problemfritt över Petsamo och befälhavaren generalöverste Eduard Dietl började att omorganisera för kunna medverka i nästa fas, Operation Platinfuchs. Samtidigt förberedde sig även general Hans Feige, som hade befälet för XXXVI. Armeekorps, som skulle verkställa Operation Polarfuchs.

### Operation Platinfuchs och Operation Polarfuchs
Den 29 juni 1941 inleddes fas två och tre av Operation Silberfuchs.
I norr kom Dietls angrepp igång och mötte två sovjetiska divisioner. Terrängen i regionen kan liknas vid ett kalt månlandskap, eftersom den intensiva kylan gör det näst intill omöjligt för träd och vegetation att växa. Motorfordon och stridsvagnars framkomlighet var begränsad, eftersom området saknar vägar. Tyskarna tvingades att själva bygga de vägar som de behövde. Sedan då all motortrafik var bunden till dessa, utgjorde det enkla måltavlor för sovjetiskt artilleri. Angreppet saktades ner och avstannade så småningom helt. Under Gebirgskorps Norwegens långsamma framryckning hann de sovjetiska trupperna förstärkas med en division samt gräva ner sig i skyttegravar, därför var de nu starkt befästa och numerärt överlägsna tyskarna. Den 22 september 1941 efter ett flertal försök att passera floden Litsa erkände Dietl att Platinfuchs hade misslyckats. Frontlinjen var under krigets fortsättning relativt stabil.
Samma dag som Platinfuchs hade inletts sattes Polarfuchs igång. Den gick ut på att General Hans Feiges XXXVI. Armeekorps skulle angripa Kandalaksja från Salla och därifrån rycka vidare mot Murmansk från söder och på så sätt i samarbete med Platinfuchs angrepp från norr skapa en gripklo. Terrängen i den här regionen skilde sig från den i norr, det var en urskog med gigantiska träd som reste sig över den kraftiga undervegetationen som blandades med sankmark och bäckar. Det här var nedbrytande på den tyska moralen då soldaterna hade växt upp i helt andra miljöer. Trots terrängskillnaderna från operationen i norr så var dess resultat det samma, all motortrafik var bunden till de få vägar som fanns vilket tillät det sovjetiska artilleriet att hålla tillbaka framryckningen. Precis som i norr avstannade snart angreppet helt.

## Slutsats
Misslyckandet av Operation Silberfuchs kom att få varaktiga effekter på krigets förlopp. Medan alla de andra ryska linjerna hade kollapsat och Röda armén befann sig på reträtt så höll den norra fronten. Det tyska nederlaget i Finland kan tillägnas flera olika faktorer, först och främst terrängen, som förhindrade det snabba avancemang som användes i Blixtkrig-taktiken. Ytterligare saknade offensiven en så kallad Schwerpunkt (punkt för maximal ansträngning) som är nödvändigt för att med framgång använda Blitzkrieg-metoden och bryta igenom fiendens linjer.
Eftersom Tyskland inte heller lyckades erövra Murmansk, kunde USA fortsätta att transportera krigsmateriel till Sovjetunionen, vilket hjälpte dem att snabbt återhämta sig från katastroferna 1941.